# Nikolaus Bares

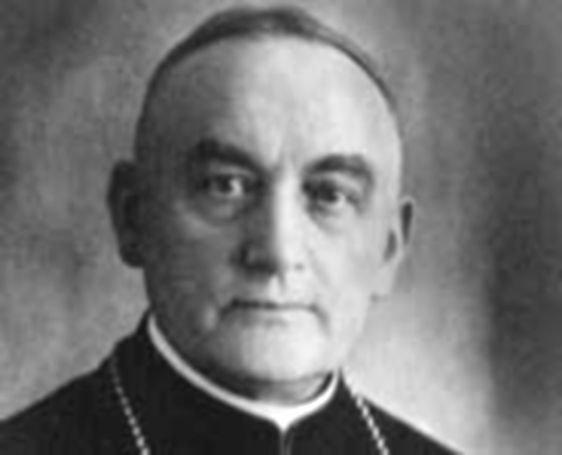
Nikolaus Bares (1871–1935)

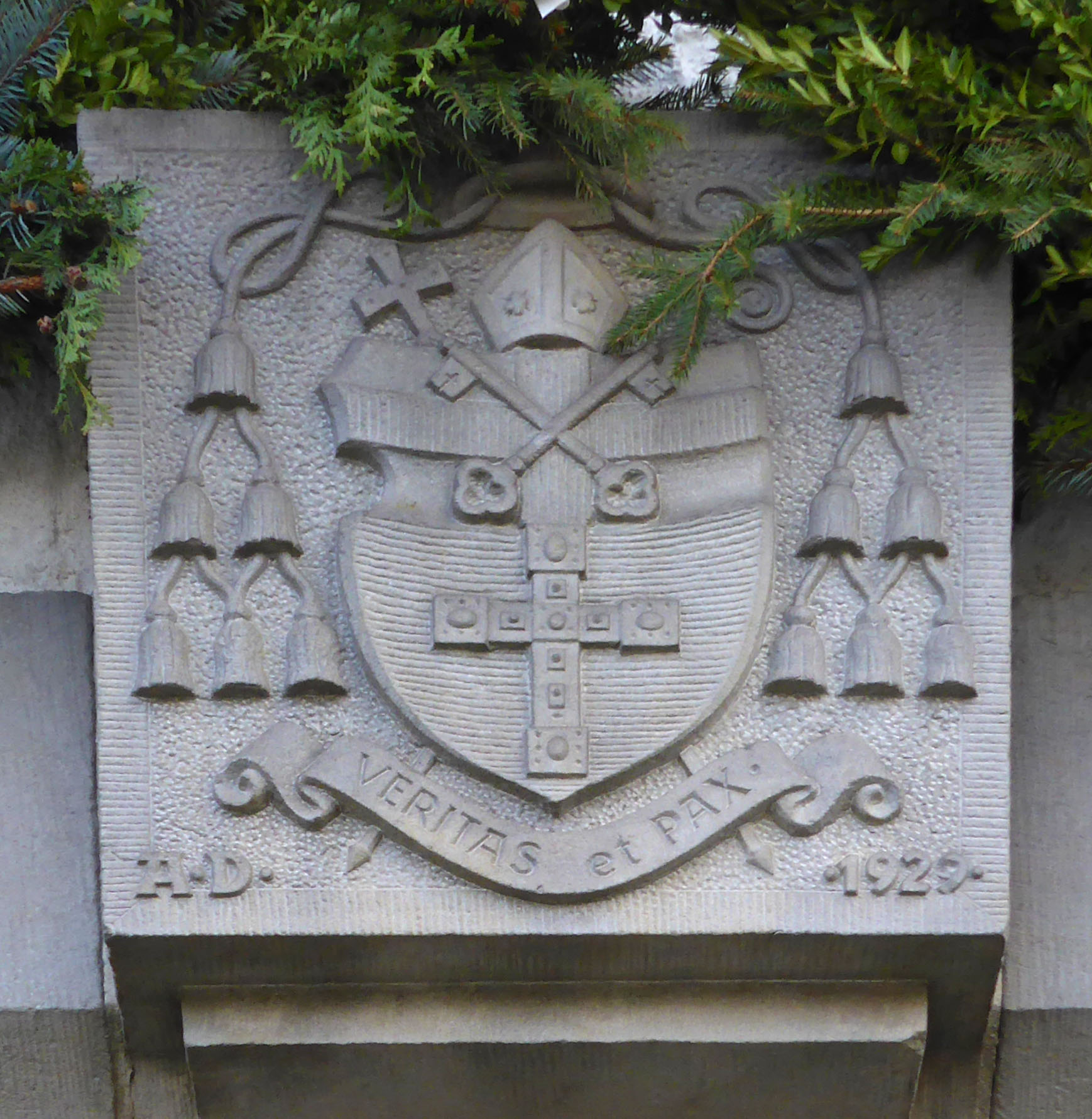
Wappen des Bischofs von Hildesheim an der von ihm geweihten Kirche Unbefleckte Empfängnis Mariä (Velpke)

Wappen des Bischofs von Berlin (1933–1935)

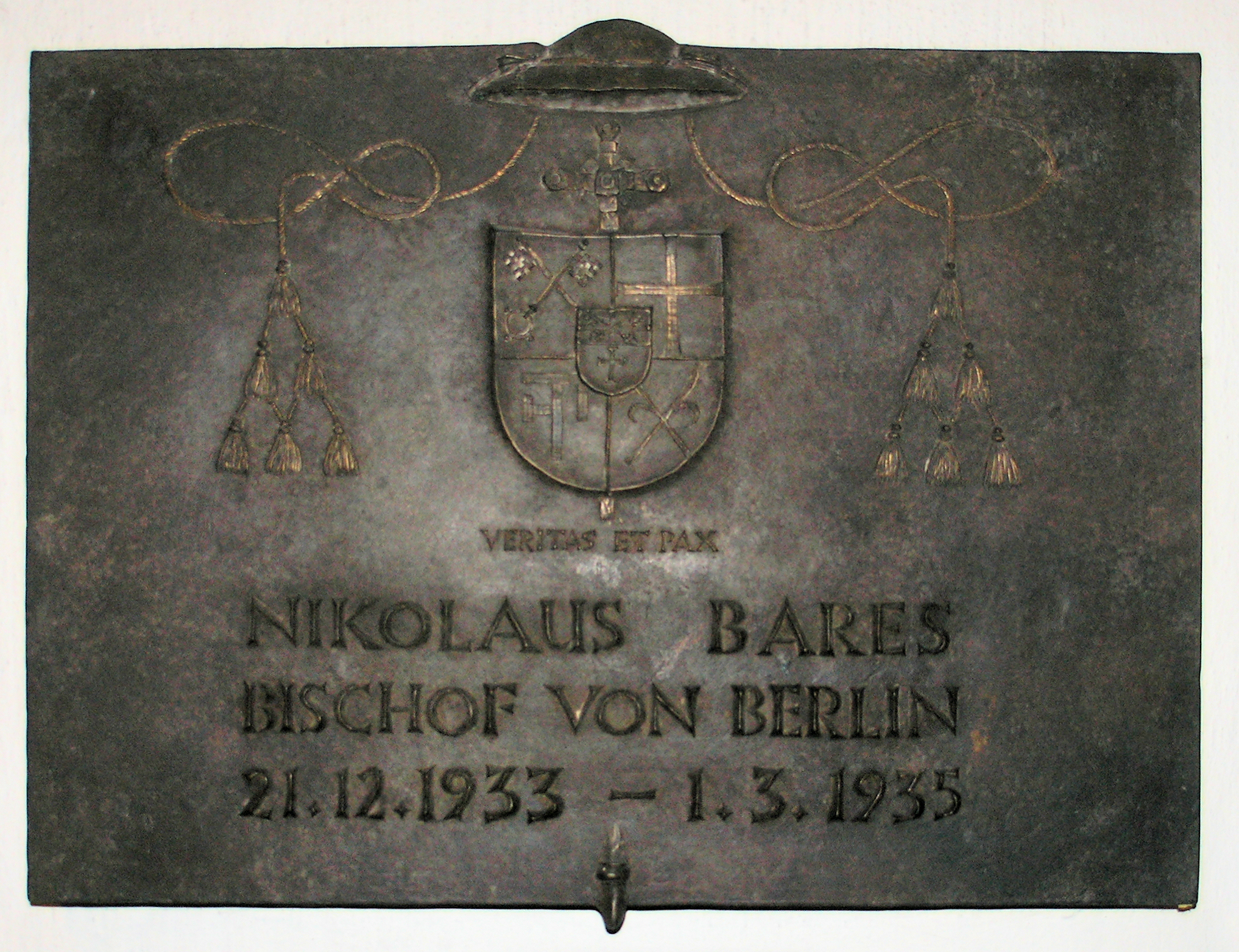
Gedenktafel in Berlin, St.-Hedwigs-Kathedrale

Nikolaus Bares (* 14. Januar 1871 in Idenheim bei Bitburg; † 1. März 1935 in Berlin) war römisch-katholischer Geistlicher, Bischof von Hildesheim und von Berlin.

## Leben
Nach dem Abitur 1891 studierte Bares Theologie in Trier und empfing 1895 die Priesterweihe. Anschließend arbeitete er als Kaplan an der Liebfrauenkirche in Koblenz, 1899 als Religionslehrer an der Realschule Kemperhof in Koblenz-Moselweiß und 1905 als Oberlehrer am Kaiser-Wilhelm-Gymnasium in Trier. Im Jahre 1908 ging er zum erneuten Studium nach Berlin und wurde 1909 an der Universität Breslau zum Doktor der Theologie promoviert.
In der Zeit von 1909 bis 1918 nahm er als Professor eine Lehrtätigkeit für neutestamentliche Exegese und Apologetik am Trierer Priesterseminar wahr. In dieser Zeit war Nikolaus Bares auch als Seelsorger tätig, unter anderem als Beichtvater von Sr. Blandine. 1918 wurde Bares Regens des Priesterseminars; diese Funktion übte er bis 1929 aus. Bis zu diesem Zeitpunkt war er ebenfalls Geistlicher Rat und Domkapitular in Trier, ein Amt, das er 1920 angetreten hatte. 1923 wurde er zum Päpstlichen Hausprälaten ernannt.
Im Jahr 1929 wurde Nikolaus Bares Bischof von Hildesheim. Die Bischofsweihe spendete ihm am 24. Februar 1929 der Bischof von Trier, Franz Rudolf Bornewasser; Mitkonsekratoren waren Ludwig Maria Hugo, der Bischof von Mainz, und Antonius Mönch, Weihbischof in Trier. Nachdem er 1933 zum Bischof von Berlin ernannt worden war, übernahm er am 2. Februar 1934 diesen Bischofsstuhl. Das Amt des Berliner Bischofs übte er bis zu seinem Tod im Jahr 1935 aus.
Nikolaus Bares wurde am 7. März 1935 in der Unterkirche der Sankt-Hedwigs-Kathedrale in Berlin beigesetzt.
Auf dem denkmalgeschützten St.-Hedwig-Friedhof in der Konrad-Wolf-Straße im Bezirk Lichtenberg, Ortsteil Berlin-Alt-Hohenschönhausen, wird seiner gedacht. Auf einer schlicht gestalteten Gedenkanlage mit der Aufschrift Das ewige Licht leuchte ihnen. Den verstorbenen Brandenburgern unmittelbar neben der Friedhofskapelle sind alle verstorbenen Mitglieder der St.-Hedwigs-Gemeinde vermerkt. Darunter findet sich an exponierter Stelle auch Bischof Nikolaus Bares † 1.3. 1935.